# Ekati
Kopalnia diamentów Ekati w północnej Kanadzie. Wydobywane są tam diamenty metodą odkrywkową. Oficjalnie otwarta została 14 października 1998 roku, jej wydajność to około jednego karata diamentów z tony surowca. Do wywożenia materiału z terenów odkrywkowych używanych jest 13 specjalnych ciężarówek wyprodukowanych przez firmę Caterpillar, ciężarówka nazywana jest "The Cat". Do załadunku ciężarówek służą dwie  700 tonowe koparki Demag. Niedawno rozpoczęto wydobycie za pomocą nowej technologii. Dalsze wydobywanie tradycyjną metodą powoli przestaje być opłacalne. Nowa metoda polega na wykopaniu tunelu z powierzchni na sam spód kimberlitowego komina, w którym znajdują się diamenty. Komin ten jest w kształcie leja, górna część tego leja (nazywana Lisią Jamą) zawierająca kimberlit, została w większości wykopana tradycyjnymi metodami – za pomocą sprzętu ciężkiego. W tunelu tym poprowadzony został taśmociąg transportujący kimberlit do hangarów, w których diamenty oddzielane są od skał.
Ciekawostką jest sposób zaopatrywania kopalni znajdującej się w klimacie subpolarnym. Możliwe jest to jedynie przez kilka zimowych tygodni w roku. Spowodowane jest to tym, że jedyną trasą jest droga przez bagna i jeziora, które podczas reszty roku są nieprzejezdne. Lód i śnieg przykrywający je w zimie umożliwia przejazd.